# Trois fois passera

Trois fois passera est un film québécois de Jean Beaudin tourné en 1973.

## Synopsis
Court métrage de 35 minutes racontant, sous forme d'une parodie, les discussions de trois amis sur l'échec de leurs vies.

## Fiche technique
- Réalisation : Jean Beaudin
- Scénario : Jacques Jacob
- Production : Office national du film (ONF)
- Durée : 35 minutes

## Distribution
- Rolland D'Amour
- Denis Drouin
- Daniel Gadouas
- Bertrand Gagnon
- Amulette Garneau
- Éric Gaudry
- Willie Lamothe
- Madeleine Langlois
- Guy L'Écuyer
- Jean-Pierre Legault
- Raymond Lévesque
- Gilles Pellerin
- Denis Robinson
- François Tavernier
- Claude Trudel
- Suzanne Valéry